# Campeonato Paraibano 1983
In 1983 werd het 73ste Campeonato Paraibano gespeeld voor voetbalclubs uit de Braziliaanse staat Paraíba. De competitie werd georganiseerd door de Federação Paraibana de Futebol en werd gespeeld van 17 april tot 18 december. Treze werd kampioen.

## Eerste toernooi

### Eerste fase
| Plaats | Club                 | Wed. | W  | G | V  | Saldo | Ptn. |
| ------ | -------------------- | ---- | -- | - | -- | ----- | ---- |
| 1.     | Treze                | 18   | 15 | 2 | 1  | 63:10 | 32   |
| 2.     | Campinense           | 18   | 14 | 3 | 1  | 61:15 | 31   |
| 3.     | Botafogo             | 18   | 12 | 3 | 3  | 40:11 | 27   |
| 4.     | Nacional de Patos    | 18   | 8  | 6 | 4  | 25:19 | 22   |
| 5.     | Esporte              | 18   | 8  | 1 | 9  | 24:26 | 17   |
| 6.     | Guarabira            | 18   | 6  | 2 | 10 | 21:37 | 14   |
| 7.     | Santa Cruz           | 18   | 6  | 2 | 10 | 21:46 | 14   |
| 8.     | Auto Esporte         | 18   | 4  | 4 | 10 | 10:27 | 12   |
| 9.     | Santos               | 18   | 3  | 1 | 14 | 13:55 | 7    |
| 10.    | Nacional de Cabedelo | 18   | 1  | 2 | 15 | 15:47 | 4    |

|  | Geplaatst voor tweede fase en finale eerste toernooi |
|  | Geplaatst voor tweede fase                           |

### Tweede fase
| Plaats | Club              | Wed. | W | G | V | Saldo | Ptn. |
| ------ | ----------------- | ---- | - | - | - | ----- | ---- |
| 1.     | Botafogo          | 8    | 6 | 1 | 1 | 19:6  | 13   |
| 2.     | Campinense        | 8    | 5 | 1 | 2 | 19:8  | 11   |
| 3.     | Treze             | 8    | 4 | 2 | 2 | 13:4  | 10   |
| 4.     | Nacional de Patos | 8    | 1 | 3 | 4 | 8:13  | 5    |
| 5.     | Esporte           | 8    | 0 | 1 | 7 | 3:31  | 1    |

|  | Geplaatst voor finale eerste toernooi |

### Finale
De wedstrijd werd niet meteen na de groepsfase gespeeld, maar op de zevende speeldag van het tweede toernooi.
|                    |       |       |          |  |
| 4 september Finale | Treze | 2 – 1 | Botafogo |  |
| 4 september Finale |       |       |          |  |

## Tweede toernooi

### Eerste fase
| Plaats | Club                 | Wed. | W  | G | V  | Saldo | Ptn. |
| ------ | -------------------- | ---- | -- | - | -- | ----- | ---- |
| 1.     | Treze                | 18   | 12 | 5 | 1  | 41:11 | 29   |
| 2.     | Campinense           | 18   | 12 | 3 | 3  | 44:15 | 27   |
| 3.     | Botafogo             | 18   | 11 | 4 | 3  | 31:18 | 26   |
| 4.     | Nacional de Patos    | 18   | 9  | 5 | 4  | 30:18 | 23   |
| 5.     | Santa Cruz           | 18   | 8  | 5 | 5  | 32:22 | 21   |
| 6.     | Guarabira            | 17   | 6  | 6 | 5  | 24:22 | 18   |
| 7.     | Esporte              | 17   | 2  | 7 | 8  | 17:31 | 11   |
| 8.     | Auto Esporte         | 18   | 2  | 6 | 10 | 13:27 | 10   |
| 9.     | Santos               | 18   | 3  | 2 | 13 | 14:43 | 8    |
| 10.    | Nacional de Cabedelo | 16   | 1  | 1 | 14 | 7:46  | 3    |

|  | Geplaatst voor tweede fase en finale tweede toernooi |
|  | Geplaatst voor tweede fase                           |

### Tweede fase
| Plaats | Club              | Wed. | W | G | V | Saldo | Ptn. |
| ------ | ----------------- | ---- | - | - | - | ----- | ---- |
| 1.     | Campinense        | 8    | 6 | 1 | 1 | 10:4  | 13   |
| 2.     | Treze             | 8    | 6 | 1 | 1 | 12:6  | 13   |
| 3.     | Botafogo          | 8    | 3 | 1 | 4 | 10:10 | 7    |
| 4.     | Nacional de Patos | 8    | 2 | 2 | 4 | 5:6   | 6    |
| 5.     | Guarabira         | 8    | 0 | 1 | 7 | 3:14  | 1    |

|  | Geplaatst voor finale tweede toernooi |

### Finale
|                   |       |       |            |  |
| 4 december Finale | Treze | 0 – 0 | Campinense |  |
| 4 december Finale |       |       |            |  |

De clubs kwamen niet overeen wie won, waarop de voetbalbond besliste dat Treze gewonnen had en dus ook de titel daar ze het eerste toernooi ook al op hun naam schreven. Campinense protesteerde echter succesvol waardoor er nog een finale kwam.

## Finale
|                             |       |       |            |  |
| 8 december Eerste wedstrijd | Treze | 0 – 0 | Campinense |  |
| 8 december Eerste wedstrijd |       |       |            |  |

|                              |       |       |            |  |
| 11 december Tweede wedstrijd | Treze | 2 – 0 | Campinense |  |
| 11 december Tweede wedstrijd |       |       |            |  |

|                              |            |       |       |  |
| 18 december Tweede wedstrijd | Campinense | 1 – 2 | Treze |  |
| 18 december Tweede wedstrijd |            |       |       |  |

### Kampioen
| Campeonato Paraibano de 1983 |
| Paraiba                      |
| ---------------------------- |
| TREZE Kampioen (8° titel)    |

## Topschutters
| Speler            | Speler   | Goals | Club     |
| ----------------- | -------- | ----- | -------- |
| Vlag van Brazilië | Dentinho | 42    | Botafogo |